# Düsseldorfer Schauspielhaus

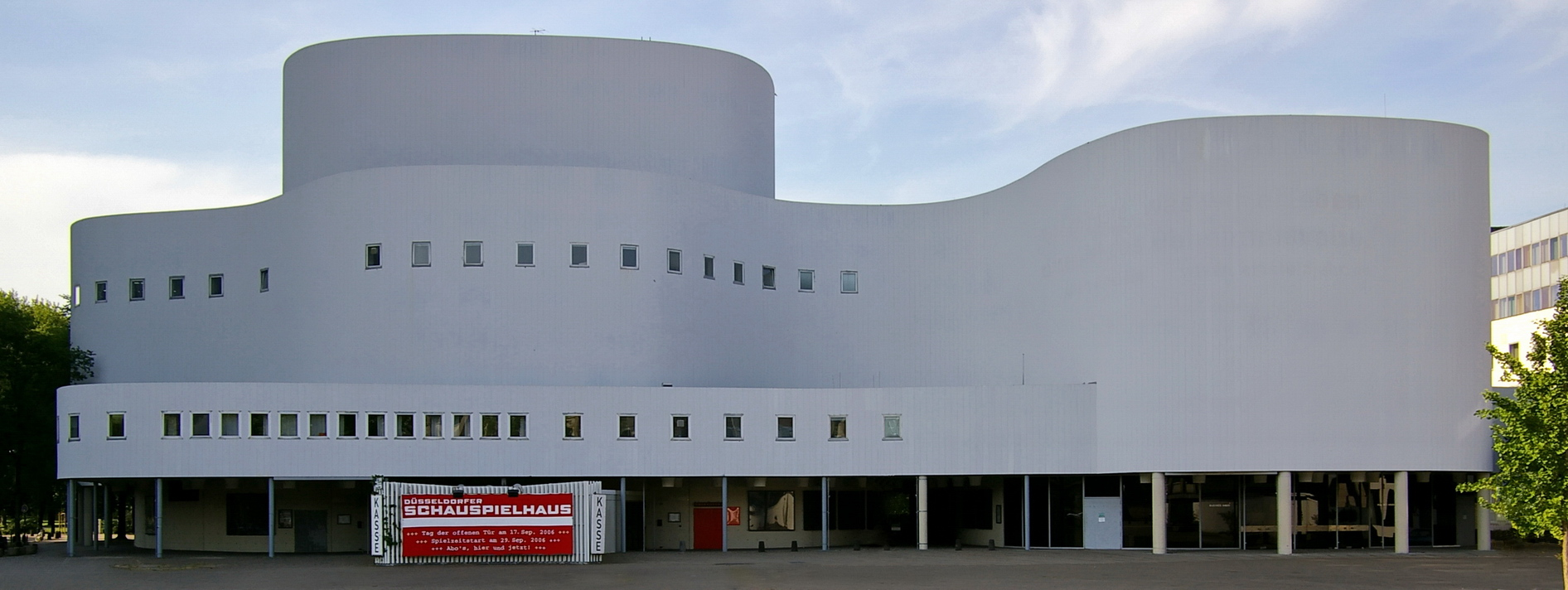
Düsseldorfer Schauspielhaus

Düsseldorfer Schauspielhaus är en teater i Düsseldorf i Tyskland.
År 1904 grundade Louise Dumont och Gustav Lindemann privatteatern Schauspielhaus Düsseldorf GmbH och i oktober 1905 öppnade teatern i en av arkitekten Bernhard Sehring ritad teaterbyggnad. År 1932 dog Louise Dumont och Gustav Lindemann fråntogs chefskapet en kort tid efter det nazistiska maktövertagandet 1933. Pingsten 1943 blev teaterhuset totalförstört i ett bombanfall.
År 1947 övertog den i Düsseldorf födde Gustaf Gründgens posten som Generalintendanz för stadsteatern, vilken i april 1951 uppgick i det nybildade Düsseldorfer Schauspielhaus der Neuen Schauspiel GmbH. Gründgens ledde teatern till 1955.
I januari 1970 invigdes en av Bernhard Pfau ritad ny teaterbyggnad vid Gustaf-Gründgens-Platz.
Chef för teatern (Generalintendanz) är sedan hösten 2011 Staffan Valdemar Holm.